# Tổ hợp lồi
Tổ hợp lồi là tổ hợp tuyến tính của các điểm dữ liệu (mà các điểm này có thể là các vector hay là các giá trị vô hướng), trong đó tất cả các hệ số đều là số không âm và có tổng bằng 1. Nó được gọi là "tổ hợp lồi", vì tất cả các tổ hợp lồi có thể có (ứng với các điểm cụ thể cho trước) đều nằm trong bao lồi của các điểm đó. Thật ra, tập hợp tất cả các tổ hợp lồi tạo ra bao lồi.
Một trường hợp đặc biệt là: nếu chỉ có hai điểm dữ liệu, khi đó giá trị của điểm mới (hình thành bằng cách lấy tổ hợp lồi của hai điểm ban đầu) sẽ nằm trên đoạn thẳng nối hai điểm đó.

## Các cấu trúc liên quan
- Theo định nghĩa,trung bình trọng số chính là tổ hợp lồi.
- Tổ hợp affine cũng giống tổ hợp lồi, nhưng các hệ số không cần thiết phải là số không âm. Do đó khái niệm tổ hợp affine có thể dùng cho cả không gian vector phức và thực. (Trong khi đó, tổ hợp lồi chỉ dùng cho không gian vector thực)